# جورج لاكوف
جورج لاكوف (بالإنجليزية: George Lakoff)‏، الفليلسوف الأمريكي وعالم اللغويات المعرفية، ولد في 24 مايو 1941. عرف عنه أطروحته الشهيرة أن حياة الأفراد تتأثر بشكل كبير بالاستعارات المركزية التي يستخدمها الناس لشرح الظواهر المعقدة.
وقد وجدت أطروحته عن التشبيه المفاهيمي والاستعارة، والتي قدمها مع الفيلسوف مارك جونسون في كتابهما Metaphors We Live By  عام 1980، تطبيقات في عدد من التخصصات الأكاديمية، كما أن تطبيقها على السياسة، والأدب، والفلسفة، والرياضيات قاده إلي منطقة تعتبر عادة الركيزة أساسية للعلوم السياسية. في كتابه عام 1996 «السياسة الأخلاقية»، وصف لاكوف الناخبين المحافظين الذين يتأثرون بـ «النموذج الصارم للأب» بالاستعارة المركزية لمثل هذه الظواهر المعقدة مثل شرطة الولاية، بينما الناخبون الليبراليون الذين يتأثرون بـ «نموذج الأب المحب الحنون» باستعارة علم النفس الشعبي. ووفقاً له، فإن تجربة الفرد وموقفه تجاه القضايا الاجتماعية والسياسية يتأثر بما يعلمه من قواعد البناءاللغوي. في «الاستعارة والحرب: نظام الاستعارة يستخدم لتبرير الحرب في الخليج»، حيث يجادل بأن التدخل الأمريكي في حرب الخليج كان محجوبًا أو «مغزولًا» بالاستعارات المجازية التي استخدمتها أولًا إدارة بوش الأب لتبرير ذلك. بين عامي 2003 و 2008، كان لاكوف منشغلاً بالتفكير التقدمي بمعهد روكريدج. كما أنه عضو في اللجنة العلمية لـ (مؤسسة IDEAS)، بمركز التفكير الإسباني والحزب الاشتراكي للعمال الإسبانيين.
```
كان لاكوف أستاذاً في اللغويات في 
جامعة كاليفورنيا
، ببيركلي، من عام 1972 حتى تقاعده في عام 2016.
[
4
]
```

## عمله

### إعادة تقييم الاستعارة
على الرغم من أن بعض أبحاث لاكوف تتضمن أسئلة عادةً ما يتابعها علماء اللغة، مثل الظروف التي يكون فيها بناء لغوي معين قابل للنمو من الناحية النحوية، فإنه معروف أكثر بتقييمه للدور الذي تلعبه الاستعارات في الحياة الاجتماعية والسياسية للبشر.
لقد شوهدت الاستعارة في التقاليد العلمية الغربية باعتبارها بناء لغوي بحت. كان الدافع الأساسي لعمل لاكوف هو الجدل بأن الاستعارات هي في الأساس بناء مفاهيمي، وهي في الواقع مركزية لتنمية الفكر.
واقترح أن:
«إن نظامنا للفهم المعتاد، من حيث التفكير والتصرف، هو في الواقع فهم مجازي بطبيعته.»
الفكر غير المجازي بالنسبة للاكوف يكون ممكن فقط عندما نتحدث عن حقيقة مادية بحتة. حيث يري أنه كلما زاد مستوى التجريد، كلما كانت طبقات المجاز مطلوبة أكثر للتعبير عنها. الناس لا يلاحظون هذه الاستعارات لأسباب مختلفة. أحد الأسباب هو أن بعض الاستعارات أصبحت «ميتة» ولم نعد ندرك أصلها. سبب آخر هو أننا لا «نرى» ما «يحدث» فعلاً في الواقع.
على سبيل المثال، في النقاش الفكري، فإن الاستعارة الكامنة هي عادةً تعني أن الجدال والاعتراض هو الحرب (تمت مراجعتها فيما بعد على أنها «الجدال هو النضال»):
- لقد فاز بالحجة.
- ادعاءاتك «لا يمكن الدفاع عنها».
- «اسقط» كل حججي.
- كانت انتقاداته «صحيحة».
- إذا استخدمت هذه «الإستراتيجية»، فسوف «يهزمك».

بالنسبة إلى لاكوف، كان تطور الفكر هو عملية تطوير استعارات أفضل. إن تطبيق مجال واحد من المعرفة على مجال آخر من المعرفة يوفر تصورات وتفاهمات جديدة.

### الحروب اللغوية
بدأ لاكوف مسيرته المهنية كطالب وفي وقت لاحق أصبح معلم لنظرية القواعد التحويلية التي طورها فيما بعد ناعوم تشومسكي، الأستاذ بمعهد ماساتشوستس للتكنولوجيا. إلا أنه مع ذلك في أواخر السيتينات من القرن الماضي، انضم مع آخرين لتعزيز علم الدلالة التوليدية كبديل لقواعد تشميسكي.
وقد رفض تشومسكي إدعاء لاكوف بأنه يؤكد على استقلاله بين بناء الجملة ودلالات الألفاظ، وقد أعطى أمثلة من داخل عمله يتحدث فيها عن العلاقة بين علم الدلالة والبنية اللغوية. ويذهب تشومسكي إلى أبعد من ذلك ويدعي أن لاكوف «لا يفهم فعليًا العمل الذي يناقشه». ساهمت خلافاته مع تشومسكي في نقاشات عنيفة بين علماء اللغة التي أصبحت تعرف باسم «الحروب اللغوية».

### العقل المجسد
عندما يدعي لاكوف أن العقل «مجسد»، فإنه يجادل بأن كل الإدراك البشري تقريباً، يعتمد على مثل هذه المنشآت الخرسانية «منخفضة المستوى» ويستخدمها مثل النظام الحاسوبي والعواطف. لذلك، فإن التجسيد هو رفض ليس فقط تجاه العقل والمادة، ولكن أيضًا للمطالبات بأن العقل البشري يمكن فهمه بشكل أساسي دون الإشارة إلى «تفاصيل التنفيذ» الأساسية.
يقدم لاكوف ثلاثة أنواع متماثلة ولكنها متميزة من الحجج لصالح التجسيد. أولاً، باستخدام الأدلة من علم الأعصاب والشبكات العصبية، يجادل بأن مفاهيم معينة، مثل مفاهيم اللون والفضاء (مثل «الأحمر» أو«فوق»)، يمكن فهمها بالكامل تقريبًا من خلال فحص كيفية عمل آليات الإدراك.
ثانياً، استناداً إلى تحليل اللغويات المعرفية للغة التصويرية، فإنه يجادل بأن المنطق الذي نستخدمه للموضوعات المجردة مثل الحروب، أو الاقتصاد، أو الأخلاق، له جذور ما في المنطق الذي نستخدمه لموضوعات عادية مثل العلاقات المكانية.
وأخيرًا، استنادًا إلى البحث في علم النفس المعرفي وبعض التحريات في فلسفة اللغة، يجادل بأن عددًا قليلاً جدًا من الفئات التي يستخدمها البشر هي في الواقع من النوع الأسود والأبيض القابل للتحليل. على العكس، من المفترض أن تكون معظم الفئات أكثر تعقيداً وفوضى، تماما مثل أجسامنا.
«نحن كائنات عصبية»، يقول لاكوف، «أدمغتنا تأخذ مدخلاتها من بقية أجسادنا. ماذا تشبه أجسامنا وكيف تعمل، هذه هي المفاهيم التي يمكننا استخدامها للتفكير. لا يمكننا التفكير فقط أي شيء - فقط ما تسمح به أدمغتنا المتجسدة.»

### الرياضيات
وفقا للاكوف، فإنه حتى الرياضيات هي أمر ذاتي مختلف بين الأنواع البشرية وثقافاتها: وبالتالي فإن «أي مسألة تتعلق بالرياضيات في الواقع المادي هي موضع نقاش، حيث لا توجد طريقة لمعرفة ما إذا كان هذا صحيح أم لا.» وبهذا يقول إنه لا يوجد شيء خارج هياكل الفكر التي نشتقها من عقولنا المجسدة التي يمكننا استخدامها «لإثبات» أن الرياضيات ليست أبعد من علم الأحياء. يجادل لاكوف ورافاييل نونيث (سياسي) (2000) باستفاضة بأن الأفكار الرياضياتية والفلسفية من الأفضل فهمها في ضوء العقل المجسد. لذا، يجب على فلسفة الرياضيات أن تنظر إلى الفهم العلمي الحالي لجسم الإنسان باعتباره علم الوجود التأسيسي، وتتخلى عن المحاولات ذاتية مرجعية لإرساء المكونات التشغيلية للرياضيات في أي شيء آخر.

## الأهمية السياسية
عبّر لاكوف علناً عن أفكاره حول البنية المفاهيمية التي يعتبرها أساسية لفهم العملية السياسية، وقارنها ببعض وجهات نظره السياسية الخاصة.
يعطي كتاب «السياسة الأخلاقية» (1996، تم مراجعتها عام 2002) نظرة على الاستعارات المفاهيمية التي يراها ليكوف حاضرة في عقول الأمريكيين الليبراليين والمحافظين. الكتاب عبارة عن مزيج من العلوم المعرفية والتحليل السياسي. يحاول لاكوف الإبقاء على آرائه الشخصية فيه محصورة في الثلث الأخير من الكتاب، حيث يناقش صراحة بتفوق الرؤية الليبرالية.
يزعم لاكوف كذلك أن أحد الأسباب التي جعلت الليبراليين يجدون صعوبة منذ الثمانينيات من القرن الماضي هو أنهم لم يكونوا على دراية باستعاراتهم الإرشادية الخاصة بهم، وكثيراً ما كانوا يقبلون بالمصطلحات المتحفظة بطريقة تعزز التشبيه الأبوي الصارم. يصر لاكوف على أنه يجب على الليبراليين التوقف عن استخدام مصطلحات مثل «الإجهاض الجزئي للولادة» و «الإعفاء الضريبي» لأنها مصنوعة خصيصًا للسماح بإمكانيات أنواع معينة من الآراء فقط. «الإعفاء الضريبي» على سبيل المثال، يشير صراحة إلى أن الضرائب هي مأساة، وهو أمر يريد «إغاثة» منه. من أجل استخدام مصطلحات وجهة نظر مجازية أخرى، يجب على الليبراليين أن يدعموا اللغة الفكرية بنفس الطريقة التي يفعلها المحافظون إذا أرادوا النجاح في مناشدة الشعب.

## خلافه مع ستيفن بينكر
في عام 2006 كتب ستيفن بينكر مراجعة غير مواتية لكتاب لاكوف "'Whose Freedom؟" في «ذا نيو ريببلك». حيث جادل بينكر بأن اقتراحات لاكوف غير مدعومة، وأن وصفاته هي وصفة للفشل الانتخابي. وكتب أن لاكوف كان متعجباً واستنكر «التصور الغامض للمعتقدات» و«إيمانه بقوة التعبير».

## أعماله

### كتاباته
- 2012 with Elisabeth Wehling. The Little Blue Book: The Essential Guide to Thinking and Talking Democratic. Free Press  [لغات أخرى]‏. (ردمك 978-1-476-70001-4).
- 2008. The Political Mind : Why You Can't Understand 21st-Century American Politics with an 18th-Century Brain. فايكينغ برس. (ردمك 978-0-670-01927-4).
- 2006. Whose Freedom?: The Battle over America's Most Important Idea. فرار، وستراوس وغيروكس  [لغات أخرى]‏. (ردمك 978-0-374-15828-6).
- 2005. "A Cognitive Scientist Looks at Daubert", المجلة الأمريكية للصحة العامة. 95, no. 1: S114.
- 2005. The Brain’s Concept: The Role of the Sensory-Motor System in Conceptual Knowledge-Vittorio Gallese, Università di Parma and George Lakoff University of California, Berkeley, USA [17]
- 2004. Don't Think of an Elephant: Know Your Values and Frame the Debate. Chelsea Green Publishing. (ردمك 978-1-931498-71-5).
- 2003 (1980) with مارك جونسون. قالب:W. University of Chicago Press. 2003 edition contains an 'Afterword'. (ردمك 978-0-226-46800-6).
- 2001 Edition. Moral Politics: How Liberals and Conservatives Think. University of Chicago Press. (ردمك 978-0-226-46771-9).
- 2000 with Rafael Núñez  [لغات أخرى]‏. Where Mathematics Comes From: How the Embodied Mind Brings Mathematics into Being  [لغات أخرى]‏. Basic Books. (ردمك 0-465-03771-2).
- 1999 with مارك جونسون). Philosophy In The Flesh: the Embodied Mind and its Challenge to Western Thought. Basic Books.
- 1996. Moral politics : What Conservatives Know that Liberals Don't  [لغات أخرى]‏. University of Chicago Press. (ردمك 978-0-226-46805-1).
- 1989 with مارك تورنر. More Than Cool Reason: A Field Guide to Poetic Metaphor. دار نشر جامعة شيكاغو. (ردمك 978-0-226-46812-9).
- 1987. Women, Fire, and Dangerous Things: What Categories Reveal About the Mind  [لغات أخرى]‏.  University of Chicago Press. (ردمك 0-226-46804-6).
- 1980 with Mark Johnson. قالب:W. University of Chicago Press. (ردمك 978-0-226-46801-3).
- 1970 Irregularity in Syntax. Holt, Rinehart, and Winston. (ردمك 978-0030841453).
- Lakoff، George (فبراير 1968). "Instrumental Adverbs and the Concept of Deep Structure". Foundations of Language. ج. 4 ع. 1: 4–29. JSTOR:25000311. {{استشهاد بدورية محكمة}}: الوسيط غير المعروف |authormask= تم تجاهله يقترح استخدام |author-mask= (مساعدة)

### أفلام مصورة
- How Democrats and Progressives Can Win: Solutions from George Lakoff DVD format. 315514475

## مزيد من القراءة
- Dean, John W. (2006), Conservatives without Conscience, Viking Penguin (ردمك 0-670-03774-5).
- Harris, Randy Allen (1995). The Linguistics Wars. Oxford University Press. (ردمك 0-19-509834-X). (Focuses on the disputes Lakoff and others have had with Chomsky.)
- Haser, Verena (2005). Metaphor, Metonymy, and Experientialist Philosophy: Challenging Cognitive Semantics (Topics in English Linguistics), والتر دي جروتر  [لغات أخرى]‏. (ردمك 978-3-11-018283-5) (A critical look at the ideas behind embodiment and conceptual metaphor.)
- Kelleher, William J. (2005). Progressive Logic: Framing A Unified Field Theory of Values For Progressives. La CaCañada Flintridge, CA: The Empathic Science Institute. (ردمك 0-9773717-1-9).
- McGlone, M. S. (2001). "Concepts as Metaphors" in Sam Glucksberg, Understanding Figurative Language: From Metaphors to Idioms. Oxford Psychology Series 36. دار نشر جامعة أكسفورد، 90–107. (ردمك 0-19-511109-5).
- بيل أورايلي (2006). Culture Warrior. New York: Broadway Books. (ردمك 0-7679-2092-9). (Calls Lakoff the guiding philosopher behind the "secular progressive movement".)
- Renkema, Jan (2004). Introduction to Discourse Studies. Amsterdam: John Benjamins. (ردمك 1-58811-529-1).
- Rettig, Hillary (2006). The Lifelong Activist: How to Change the World Without Losing Your Way. New York: Lantern Books. (ردمك 1-59056-090-6). (Documents strong parallels between Lakoff's nurturant parent model of progressive thought and psychologist Abraham Maslow's model of the self-actualized individual. Also discusses framing in the context of marketing and sales with the aim of bolstering progressive activists' persuasive skills.)
- Richardt, Susanne (2005). Metaphor in Languages for Special Purposes: The Function of Conceptual Metaphor in Written Expert Language and Expert-Lay Communication in the Domains of Economics, Medicine and Computing. European University Studies: Series XIV, Anglo-Saxon Language and Literature, 413. Frankfurt am Main: Peter Lang. (ردمك 0-8204-7381-2).
- جورج سوروس (2006). The Age of Fallibility: Consequences of the War on Terror. (ردمك 1-58648-359-5). (discusses Lakoff in regard to the application of his theories on the work of Frank Luntz and with respect to his own theory about perception and reality)
- Winter, Steven L. (2003). A Clearing in the Forest. Chicago: دار نشر جامعة شيكاغو. (ردمك 0-226-90222-6). (Applies Lakoff's work in cognitive science and metaphor to the field of law and legal reasoning.)
- http://www.ppls.ed.ac.uk/ppig/documents/brainconcepts_000.pdf نسخة محفوظة 3 مارس 2016 على موقع واي باك مشين.

## روابط خارجية
- جورج لاكوف على موقع IMDb (الإنجليزية)
- جورج لاكوف على موقع الموسوعة البريطانية (الإنجليزية)
- جورج لاكوف على موقع ميوزك برينز (الإنجليزية)
- الموقع الرسمي
- University of California, Berkeley department of Linguistics page on George Lakoff
- Lakoff مرات الظهور على سي-سبان
- Edge bio of Lakoff
- "Metaphor and War" (1991) نسخة محفوظة 25 يناير 2008 على موقع واي باك مشين.
- "Metaphor and War, Again" (2003)
- "Thinking of Jackasses: the grand delusions of the Democratic Party", a critical review by Marc Cooper in Atlantic Monthly
- "Empathy is the New Black" Radio interview with Dr. George Lakoff on Liberadio(!) with Mary Mancini an Freddie O'Connell
- "The Political Mind" a talk by George Lakoff recorded June 28, 2008 in Sacramento, CA
- George Lakoff Proposes Ballot Measure to End ⅔ Rule in State Legislature - video report by Democracy Now!
- Biography and summary of Gifford Lectures (جامعة غلاسكو، 2001) by Brannon Hancock